# 豪茲省
31°21′N 7°57′W / 31.350°N 7.950°W

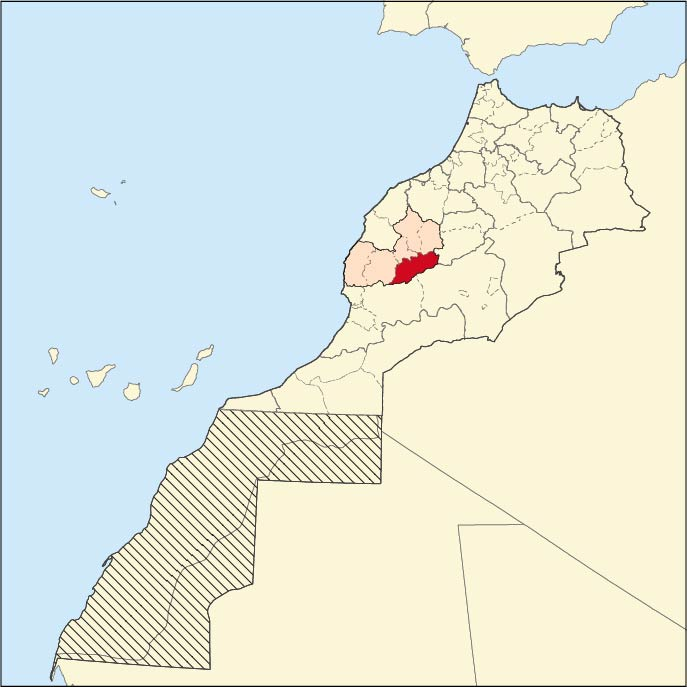

豪茲省（阿拉伯语：‎）是摩洛哥的省份，位於該國西北部，由馬拉喀什-薩菲大區負責管轄，首府設於塔漢努特，面積6,612平方公里，2004年人口484,312，人口密度每平方公里73人。